# Parque Oriental da Cidade do Porto
O Parque Oriental da Cidade do Porto é um parque natural urbano da autoria do arquitecto paisagista Sidónio Pardal. Será futuramente um dos maiores parque urbanos do país e o segundo maior da cidade do Porto. Ocupa actualmente 10 hectares, que representam sensivelmente um quinto da área total prevista no projecto que é de 53 hectares. A primeira parcela do parque foi inaugurada em Julho de 2010 e a autarquia tem planos para o construir ao longo de várias fases ao longo da próxima década até atingir a sua área de projecto.

## O Parque
À semelhança do Parque "Ocidental" da Cidade, o Parque Oriental tem uma paisagem sofisticadamente arquitectada, com lagos, flora e fauna variada, integrada no tecido da cidade, junto à parte final do curso do Rio Tinto. 
Nesta fase, o Parque contará com quatro unidades paisagísticas, devidamente tratadas e modeladas, com grande diversidade arbórea. De perfil mais acentuadamente bucólico e rural, o Parque Oriental constituirá parte integrante de dois importantes pólos nucleares de espaços verdes pensados para o Porto, juntamente com o Parque Ocidental da Cidade.

## Localização
O Parque Oriental da Cidade do Porto, fica situado, como o seu nome indica na parte oriental da cidade, numa zona urbana bastante carenciada e deprimida, Azevedo/Campanhã, na freguesia de Campanhã. Acompanha o percurso final do rio Tinto.